# Teorias sobre a Mais-Valia

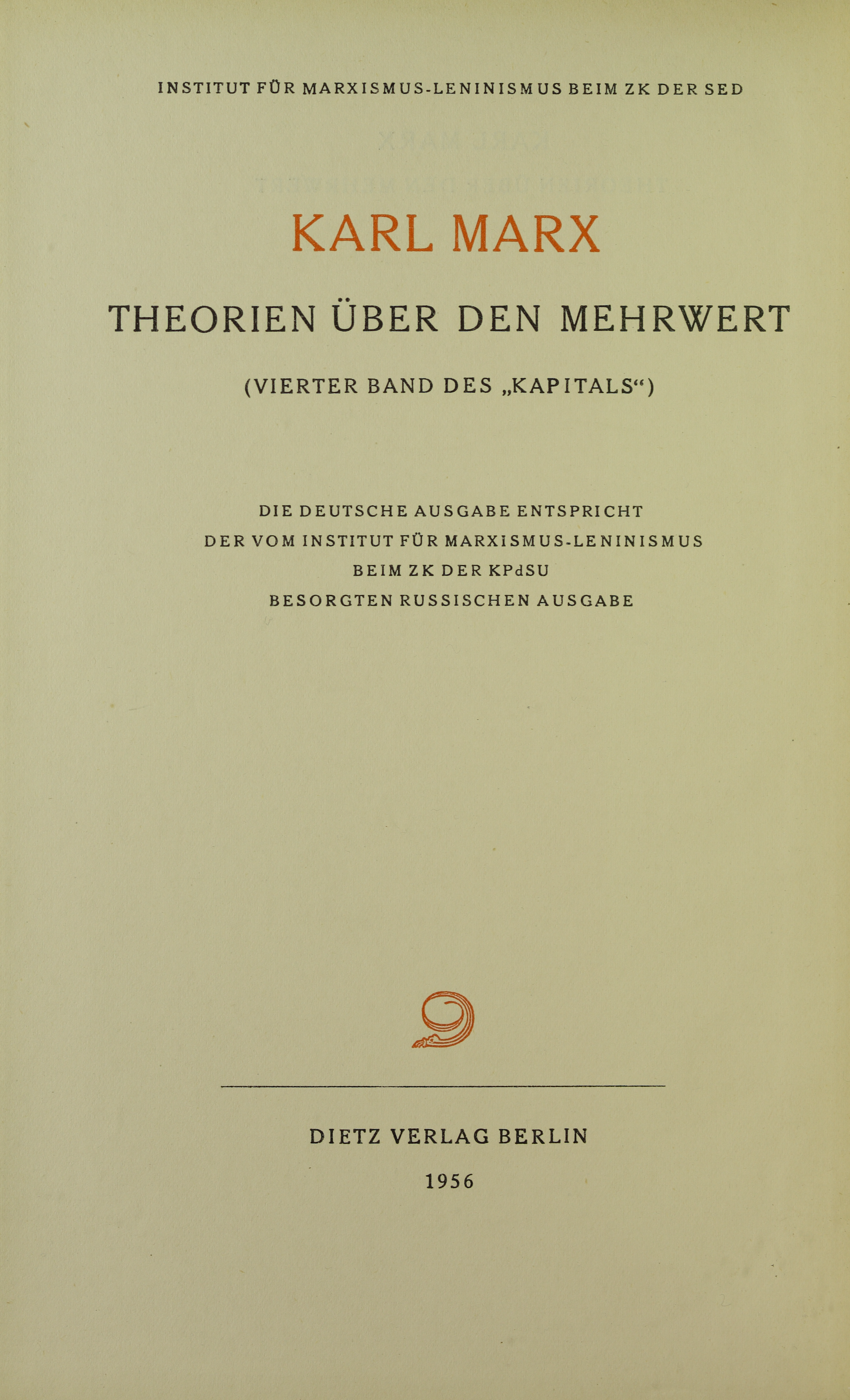
Karl Marx, Theorien über den Mehrwert, 1956

Teorias sobre a Mais-Valia ou Teorias da Mais-Valia (1905) consiste no que Karl Marx planejara para ser o Livro IV de O Capital.
Escreveu Marx no final do prefácio da 1° edição do Livro I: "O segundo volume desta obra tratará do processo de circulação do capital (Livro II) e das formas concretas do processo de produção capitalista considerado globalmente (Livro III); e o volume terceiro e último (livro IV), da história da teoria."
Foi encontrado entre as anotações de Marx, no esboço dos planos das partes I e III de O Capital o plano de incluir Teorias da Mais-Valia no Livro I, mas Marx deve ter desistido ao se dar conta do tamanho da sua obra.
É bem conhecida a história de que Marx morreu depois da publicação do Livro I e que seu amigo Engels fez um grande esforço para concluir a exposição das teorias de Marx que faltavam ser expostas nos Livros II e III. Assim, muitos acreditam que a maior obra de Marx, com a ajuda de Engels, consiste nos 3 livros de O Capital.
Contudo ficou faltando então o Livro IV, onde Marx comenta as teorias dos outros autores que estudou (seu método era conhecer as obras de outros para então esboçar suas idéias como contraposição). Assim, Karl Kautsky, após morte de Engels, e já no século XX, tratou de lançar Teorias da Mais-Valia - A História Crítica do Pensamento Econômico (Livro IV de O Capital). Foi decisão de Kautsky inverter o título e subtítulo, de forma que a obra ficaria mais conhecida como algo à parte de O Capital. Embora estudiosos posteriores tivessem feito correções no que Kautsky falhou (como erros de interpretação do manuscrito de Marx, ordem errada na arrumação dos temas, entre outros), preservaram o título dado por Kautsky.

## Conteúdo
No livro, Marx mostra e comenta as diferentes visões sobre a mais-valia, ou seja, sobre valor que cresce, se acresce.

### Ganilh (mercantilista)
Para mostrar a visão dos mercantilistas, Marx faz Ganilh, tais como "a riqueza deriva exclusivamente do comércio" e "só a troca ou o comércio dá valor às coisas".
Os mercantilistas têm a visão de que quando um vendedor vende mais caro ao comprador, o que este vendedor ganhou a mais do que se praticasse preço normal é o valor excedente ou mais-valia. Marx observa então que nesse sistema, o valor-de-uso é considerado sinônimo de riqueza. Porém, embora as trocas deem valor às mercadorias, no mercantilismo o acréscimo de riqueza (a mais-valia) só ocorre em transações comerciais entre países, tal como mostra outra citação de Ganilh: "Segue-se daí que é impossível para um país enriquecer-se por meio do comércio interno, o mesmo não sucede em absoluto com os povos que se dedicam ao comércio exterior".
Marx conclui que "para Ganilh a troca é um ente místico" e zomba dizendo "Dona troca fixa e determina algo que existia ou não", referindo-se à contradição dos mercantilistas de poder explicar o aumento de valor por meio da troca, mas este ter de ser entre países, pois dentro de cada país "têm valor de troca enquanto trocam entre si. Depois de trocados, passam todos a ser produtos para os consumidores, os compradores. Ao mudarem de mãos, cessam de ser valor de uso. E assim desaparece a riqueza da sociedade".
Observação: assim, comparando com a escola marginalista que se popularizou no século XX, os mercantilistas só têm em comum a premissa de que algo pode aumentar ou decrescer em de valor dependendo da transação mais ou menos favorável.